# SC Comet 1912 Stettin
SC Comet 1912 Stettin was een Duitse voetbalclub uit de Pommerse stad Stettin, dat tegenwoordig het Poolse Szczecin is.

## Geschiedenis
De club werd in 1912 opgericht. De club speelde in de schaduw van de grotere clubs uit Stettin.
Na het einde van de Tweede Wereldoorlog werden alle Duitse voetbalclubs ontbonden, Stettin werd nu een Poolse stad en de club hield op te bestaan.